# Алопина, Ксения Алексеевна
Ксения Алексеевна Алопина (род. 30 мая 1992 года, Белорецк (по другим данным — Москва), Россия) — российская горнолыжница, чемпионка России 2016 года в слаломе, двукратная чемпионка России среди юниоров, участница Олимпийских игр 2014 года в Сочи. Мастер спорта России международного класса. Специализировалась в слаломных дисциплинах.
Первый тренер — Рафик Габдрахманов, личный тренер — Г. Е. Лебедев.
Представляла Челябинскую область. Училась в Российском государственном университете физической культуры, спорта, молодёжи и туризма.

## Карьера
В Кубке мира Алопина дебютировала 15 января 2013 года. Первые очки в Кубке мира набрала в сезоне 2015/16, когда 15 февраля 2016 года заняла 23-е место в слаломе в швейцарской Кран-Монтане (победительнице Микаэле Шиффрин Ксения проиграла 2,79 сек). В следующем сезоне Ксения стала 27-й в слаломе в финском Леви (4,36 сек проигрыша победительнице Шиффрин), а 3 января 2017 года заняла высшее в карьере 21-е место на этапе Кубке мира на трассе слалома в Загребе (5,52 сек проигрыша победительнице Веронике Велес-Зузуловой). При этом от двадцатки лучших Ксению отделили всего 0,02 сек.
9 февраля 2016 года выиграла этап Кубка Европы в слаломе в болгарском Пампорово, поделив первое место с Кьярой Гмюр из Швейцарии.
На Олимпийских играх 2014 года в Сочи стала 23-й в слаломе (7,20 сек проигрыша чемпионке Микаэле Шиффрин).
За свою карьеру принимала участие в пяти чемпионатах мира, лучший результат — 33-е место в слаломе на чемпионате мира 2019 года (+11,53 сек отставания от чемпионки Шиффрин).
Семь раз была призёром открытого чемпионата России в слаломе: одна золотая медаль (2016), пять серебряных (2010, 2011. 2014, 2017, 2018) и одна бронзовая (2019).
Завершила карьеру весной 2019 года.

## Результаты на крупнейших соревнованиях

### Зимние Олимпийские игры
| Олимпийские игры | Скоростной спуск | Супергигант | Гигантский слалом | Слалом | Комбинация |
| ---------------- | ---------------- | ----------- | ----------------- | ------ | ---------- |
| 2014 Coчи        | —                | —           | —                 | 23     | —          |

### Чемпионаты мира
| Чемпионат мира       | Скоростной спуск | Супергигант | Гигантский слалом | Слалом | Комбинация | Команды |
| -------------------- | ---------------- | ----------- | ----------------- | ------ | ---------- | ------- |
| 2011 Гармиш          | —                | —           | —                 | DNF1   | —          | —       |
| 2013 Шладминг        | —                | —           | —                 | 40     | —          | —       |
| 2015 Вейл/Бивер-Крик | —                | —           | —                 | DNF2   | —          | 1/8     |
| 2017 Санкт-Мориц     | —                | —           | —                 | DNF2   | —          | 1/8     |
| 2019 Оре             | —                | —           | —                 | 33     | —          | 1/8     |

### Попадания в 30-ку лучших на этапах Кубка мира (3)
| № | Сезон   | Дата        | Место проведения | Дисциплина | Место | Отчёт |
| - | ------- | ----------- | ---------------- | ---------- | ----- | ----- |
| 1 | 2015/16 | 15 фев 2016 | Кран-Монтана     | Слалом     | 23    |       |
| 2 | 2016/17 | 12 ноя 2016 | Леви             | Слалом     | 27    |       |
| 3 | 2016/17 | 3 мар 2017  | Загреб           | Слалом     | 21    |       |

## Семья
Отец — Алексей Анатольевич, мать — Эльвира Фагитовна.